# (20778) Wangchaohao
(20778) Wangchaohao (2000 RD11) – planetoida z grupy pasa głównego asteroid okrążająca Słońce w ciągu 3,72 lat w średniej odległości 2,4 j.a. Odkryta 1 września 2000 roku.